# Stanley Biwott
Stanley Kipleting Biwott (21 april 1986) is een Keniaanse langeafstandsloper, die gespecialiseerd is in de halve marathon en de marathon. Hij is een van de snelste atleten ter wereld op deze afstanden.

## Loopbaan
In 2010 won Biwott zijn eerste marathon, de marathon van São Paulo. Het jaar 2012 begon hij voortvarend door zowel bij de marathon van Parijs (2:05.12) als de halve marathon van Parijs (59.44) het parcoursrecord te verbeteren. In 2013 verbeterde hij zijn persoonlijk record op de halve marathon verder tot 58.56 in Ras al-Khaimah.
In 2014 werd hij tweede bij de marathon van Londen in 2:04.55. Hij streek hiermee $ 130.000 aan prijzengeld op. Zijn finishtijd en tevens persoonlijk record werd alleen onderboden door zijn landgenoot Wilson Kipsang, die in 2:04.29 over de finish kwam. Een jaar later moest hij in Londen met 2:06.51 genoegen nemen met een vijfde plaats bij deze wedstrijd. Hij won dat jaar wel de City-Pier-City Loop in 59.20.
In 2016 werd hij wederom tweede tijdens de Londen marathon, nadat hij lang zij aan zij heeft gelopen met de uiteindelijke winnaar Eliud Kipchoge. Met zijn tijd van 2:03.51 stijgt Biwott naar de zesde plaats op de ranglijst aller tijden van de marathon.
Op de Olympische Spelen van 2016 in Rio de Janeiro nam hij deel aan de marathon, maar hij finishte niet.

## Persoonlijke records
| Onderdeel      | Prestatie    | Datum            | Plaats         |
| -------------- | ------------ | ---------------- | -------------- |
| 10 km          | 28.00        | 4 augustus 2012  | Cape Elizabeth |
| 15 km          | 42.13        | 8 maart 2015     | Den Haag       |
| 20 km          | 56.03        | 15 februari 2013 | Ras al-Khaimah |
| halve marathon | 58.56        | 15 februari 2013 | Ras al-Khaimah |
| 25 km          | 1:13.41      | 15 april 2012    | Parijs         |
| 30 km          | 1:27.13 (WR) | 24 april 2016    | Londen         |
| marathon       | 2:03.51      | 24 april 2016    | Londen         |

## Palmares

### 10 km
- 2009:  10 km van Sertaozinho - 29.12
- 2009:  Corrida Tribuna in Santos - 28.57
- 2010:  Corrida dos Reis in Brasilia  - 29.43
- 2010:  Trofeu Ciudad de Sao Paulo - 29.34
- 2012:  Beach to Beacon in Cape Elizabeth - 27.59,1
- 2013:  São Sylvestre - 28.31

### 15 km
- 2014: 12e São Sylvestre in Sao Paulo - 47.10

### halve marathon
- 2007:  Roma-Ostia - 1:01.20
- 2009: 5e halve marathon van Nice - 1:01.45
- 2009: 5e Bredase Singelloop - 1:02.44
- 2009:  halve marathon van Brasilia - 1:05.29
- 2009:  halve marathon van Serra - 1:08.46
- 2010: 12e halve marathon van Berlijn - 1:01.53
- 2011:  halve marathon van Azkoitia - 1:00.23
- 2011:  halve marathon van Porto - 1:01.10
- 2011:  halve marathon van Zhuhai - 1:01.39
- 2012:  halve marathon van Parijs - 59.44
- 2012:  halve marathon van Philadelphia - 1:00.03
- 2012:  halve marathon van San Antonio - 1:01.09
- 2013:  halve marathon van Philadelphia - 59.36
- 2013:  halve marathon van Ras al-Khaimah - 58.56
- 2014: 5e halve marathon van New Delhi - 59.18
- 2015:  City-Pier-City Loop - 59.20
- 2015:  halve marathon van Bogotá - 1:03.15
- 2015:  Great North Run - 59.24
- 2016:  halve marathon van Ras al-Khaimah - 1:00.40
- 2016:  halve marathon van Olomouc - 1:00.46
- 2017: 4e halve marathon van Bogotá - 1:05.54
- 2018: 5e halve marathon van Lissabon - 1:01.46
- 2019:  halve marathon van Rio de Janeiro - 1:01.49

### marathon
- 2006: 7e marathon van Carpi - 2:14.25
- 2010:  marathon van São Paulo - 2:11.19
- 2010:  marathon van Reims - 2:09.41
- 2011:  marathon van Chuncheon - 2:07.03
- 2012:  marathon van Parijs - 2:05.12
- 2012:  marathon van Shanghai - 2:09.05
- 2013: 8e marathon van Londen - 2:08.39
- 2013: 5e New York City Marathon - 2:10.41
- 2014:  marathon van Londen - 2:04.55
- 2015: 4e marathon van Londen - 2:06.41
- 2015:  New York City Marathon - 2:10.34
- 2016:  marathon van Londen - 2:03.51
- 2016: DNF OS
- 2018: 5e marathon van Abu Dhabi - 2:09.18